# Joshua Epstein

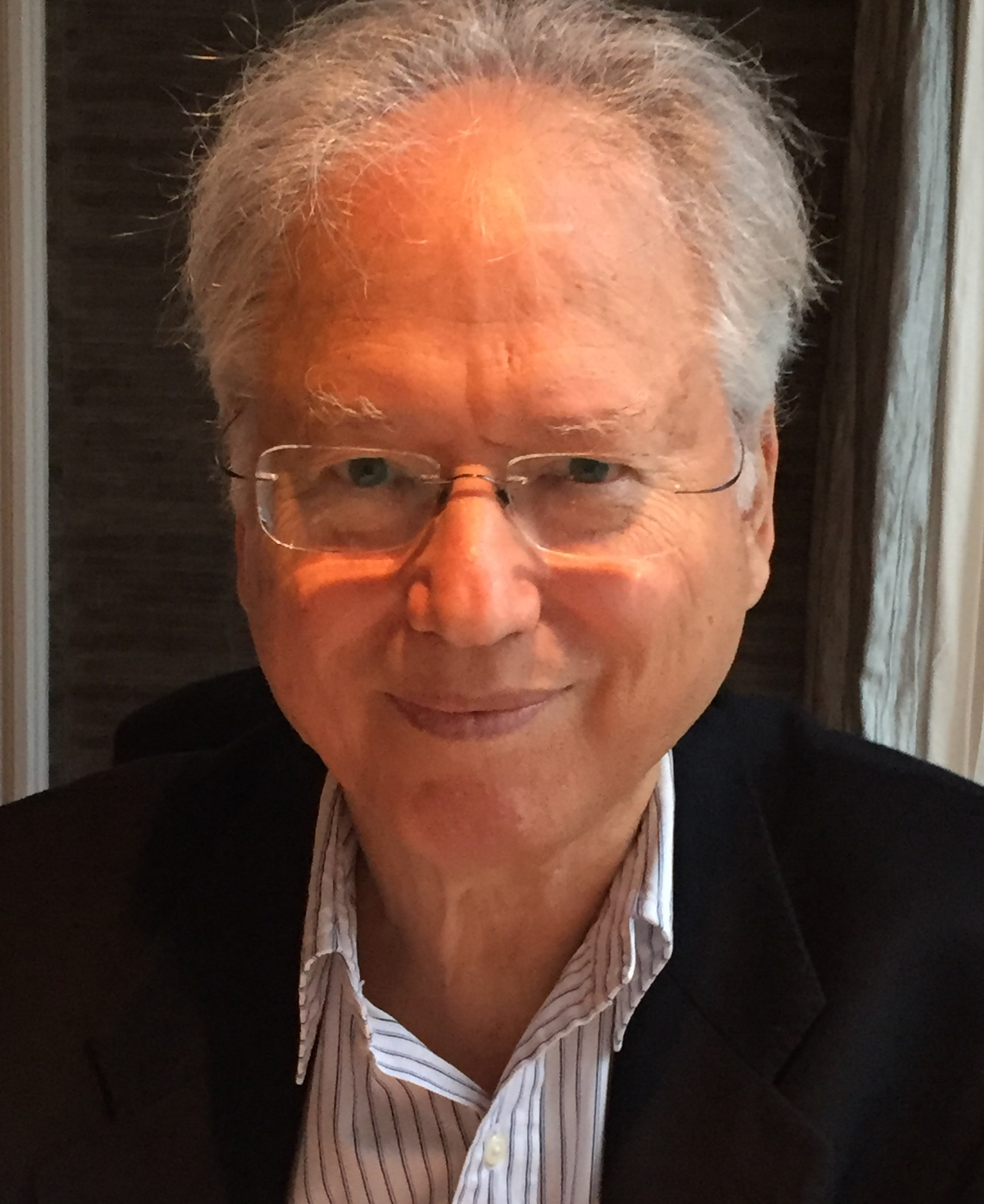
Joshua Epstein, 2016

Joshua Epstein (* 14. November 1940 in Tel Aviv) ist ein israelischer, in Deutschland wirkender Violinist.

## Leben
Mit acht Jahren begann Joshua Epstein als Schüler von Yariv Ezrahi Violine zu spielen. Nach dem Abitur und kurze Zeit Uni (Mathematik) ging er zur Fortsetzung seiner Studien ans Conservatoire Royal de Musique de Bruxelles und studierte dort bei Arthur Grumiaux, sowie später an der Chapelle Musicale Reine Elisabeth (einer Einrichtung für hochbegabte Musiker) bei André Gertler. 1965 gewann er den zweiten Preis bei der International Jean Sibelius Violin Competition in Helsinki, 1968 den ersten Preis im Londoner Carl-Flesch-Wettbewerb (City of London-Wettbewerb). Weitere Preise folgten, wie etwa im Concours Musical Reine Elisabeth (Brüssel, 1967 & 1971)  und Premio Paganini (Genua, 1965 & 1969).
Seitdem hat er in vielen europäischen Städten aber auch in den USA, Kanada und Israel konzertiert und sich ein umfangreiches Repertoire erarbeitet. 1966 folgte er seinem Lehrer André Gertler nach Hannover und war dort bis 1973 Dozent. Von 1974 bis 1978 leitete Joshua Epstein eine Geigenklasse an der Hochschule für Musik Würzburg. Seit 1978 bis heute ist er Professor für Violine an der Hochschule für Musik Saar. Er ist außerdem künstlerischer Leiter der Internationalen Sommerakademie Schwetzingen-Worms. Von 1972 bis 1978 war er Primarius des Bartholdy Quartetts. Mehrere LPs und CDs illustrieren seine Kunst.